# Thelyphonus sumatranus
Thelyphonus sumatranus är en spindeldjursart som beskrevs av Kraepelin 1897. Thelyphonus sumatranus ingår i släktet Thelyphonus och familjen Thelyphonidae. Inga underarter finns listade i Catalogue of Life.